# Cocodril filipí
Crocodylus mindorensis és una espècie de rèptil que viu a les Filipines.